# Коростыленко, Андрей Федосеевич
Андрей Федосеевич Коростыленко (1923—2004) — советский военный, государственный и политический деятель, генерал-лейтенант.

## Биография
Родился 5 ноября 1923 года в Кропоткине. Член КПСС.
Участник Великой Отечественной войны. В июне 1941 г. поступил в Черноморское военно-морское училище. С ноября 1941 г. по август 1944 г. участвовал в боевых действиях на Карельском фронте, являясь командиром отделения и комсоргом отдельного батальона 80-й отдельной морской стрелковой бригады 32-й армии. Дважды был ранен — в июне 1942 г. и в августе 1944 г.
С августа 1944 г. проходил службу в должности комсорга стрелкового полка 176 сд 32 армии, которая входила в состав Карельского, 3-го Белорусского и 1-го Украинского фронта.
Награждён орденами Отечественной войны I степени (06.04.1985) и II степени (18.05.1945), тремя орденами Красной Звезды (17.07.1944, …, …), медалью «За отвагу» (29.10.1943). Также награждён орденом «За службу Родине в Вооруженных Силах СССР» III степени, а также орденами и медалями ГДР, Польши, Чехословакии, Румынии.
С июня 1945 г. комсорг 667-го минометного полка 42 гвардейской стрелковой дивизии 7-й гвардейской армии Центральной группы войск. В 1946—1947 годах проходил службу в Киевском военном округе на должности помощника начальника политотдела по работе среди комсомольцев автомобильного полка, а затем — Днепропетровского артиллерийского училища.
С 1949 г. по 1953 г. обучался в Военно-политической академии имени В. И. Ленина. По окончании академии и до 1967 г. проходил службу в Ленинградском и Прибалтийском военных округах на должностях заместителя командира по политической части танко-самоходного полка, отдельного опытного танкового полка, заместителя начальника политотдела мотострелковой дивизии, инспектора Политуправления округа и начальника политотдела — заместителя по политической части командира 8 гвардейской мотострелковой дивизии Прибалтийского военного округа.
С 1967 г. по сентябрь 1971 г. — первый заместитель начальника политотдела 8-й танковой армии ПрикВО.
Приказом Министра обороны СССР от 4 сентября 1971 г. назначен начальником Свердловского высшего военно-политического танко-артиллерийского училища. В данной должности находился до 1986 года, когда был уволен в отставку.
Умер в Екатеринбурге 6 июля 2004 года. Похоронен на почетной секции Широкореченского кладбища.